# ジャン・マケーレブ
ジャン・マケーレブ（John G. McCaleb, 1934年-2021年）は、米国の日本文学研究者、英語教師。NHKラジオ『続・基礎英語』の講師として知られた。
米国バージニア州ハリソンバーグ生まれ。1956年バージニア工科大学卒業、青森県弘前市の東奥義塾高等学校の英語教師として来日、国際基督教大学、同大学院で現代日本語、教育学を学び、スタンフォード大学大学院で古代日本語・日本文学を学ぶ。スタンフォード大学で教えた後、1970年に再来日、成城大学講師、読売新聞記者、NHKラジオ第2「続・基礎英語」で安田一郎、マーシャ・クラッカワーとトリオを組み、NHK教育テレビ「英会話」にも出演。その後米国に戻り、バージニア州のシェナンドー大学で教えたあと、執筆に専念。
妻は日本人（大場恒子＝マケーレブ恒子）。

## 著書
- 『マケーレブが生きた英語を教えます』読売新聞社　1979
- 『ネイティブ感覚の英文法』朝日出版社　1998

## 共編著
- 『アメリカ口語辞典』安田一郎共著　エドワード・サイデンステッカー監修　朝日出版社　1983
- 『アメリカ人語 微妙な、ほんとに微妙な英語感覚』1-3 岩垣守彦共著　読売新聞社　1984-90
- 『英和イディオム完全対訳辞典』岩垣守彦共編著　朝日出版社　2003
- 『動詞を使いこなすための英和活用辞典』マケーレブ恒子共編著　朝日出版社　2006

## 翻訳
フランクリン W.ディクソン 「アメリカン・ジュニア・ミステリー・ブックス. ハーディー・ボーイズ・シリーズ」読売新聞社、1976
- 『黄金のファラオ』双木一志共訳
- 『消えた仲間たち』双木一志共訳
- 『黒いリムジン』双木一志共訳
- 『深夜の訪問者』双木一志共訳
- 『水車小屋の秘密』双木一志共訳
- 『姿なきパイロット』双木一志共訳
- 『剥製動物の謎』双木一志共訳
- 『ハーディー誘拐事件』双木一志共訳
- 『秘密の壁』 双木一志共訳
- 『不吉な標識』双木一志共訳

カロリン・キーン「アメリカン・ジュニア・ミステリー・ブックス ナンシー・ドルー・シリーズ」読売新聞社、1976　
- 『オルガンをひく亡霊』近藤若菜共訳　読売新聞社　1976
- 『消えたプリマドンナ』近藤若菜共訳
- 『毛皮コートの秘密』大場恒子共訳
- 『湖上の幽霊船』大場恒子共訳
- 『白い秘密結社』小野瀬嘉慈共訳
- 『手帳の秘密』大場恒子共訳
- 『盗まれた楽譜』小野瀬嘉慈共訳
- 『ビロードの仮面』小野瀬嘉慈共訳
- 『幻の白馬』小野瀬嘉慈共訳
- 『ラークスパー荘の謎』大場恒子共訳

## 参考
- 『ネイティブ感覚の英文法』著者紹介